# Гленко (Кентаки)
Гленко (енгл. Glencoe) град је у америчкој савезној држави Кентаки.

## Демографија
По попису из 2010. године број становника је 360, што је 109 (43,4%) становника више него 2000. године.
| Група             | 2000.       | 2010.       |
| Белци             | 242 (96,4%) | 349 (96,9%) |
| Афроамериканци    | 1 (0,4%)    | 1 (0,3%)    |
| Азијати           | 1 (0,4%)    | 0 (0,0%)    |
| Хиспаноамериканци | 0 (0,0%)    | 7 (1,9%)    |
| Укупно            | 251         | 360         |